# Pergola (album)
Pergola is het tweede album van de Nederlandse band Johan. Na het debuutalbum "Johan" hadden fans vijf jaar moeten wachten op een nieuw album van de band. De naam van het album is de naam van de straat waar voorman Jacco de Greeuw destijds woonde, in de Hoornse wijk Kersenboogerd. Het album kreeg veel goede kritieken en de band had zelfs een klein hitje met Tumble and Fall. Op 6 mei 2002 is het album met een andere hoes uitgebracht in Duitsland.

## Tracklisting
1. Tumble and Fall
2. Pergola
3. I mean I Guess
4. Tomorrow
5. Day is Done
6. I Feel Fine
7. Paper Planes
8. Save Game
9. How Does It Feel
10. Why_CP
11. Time and Time Again
12. Here

## Muzikanten op Pergola
- Jacco de Greeuw: lead singer, guitar, keyboard,
- Wim Kwakman: drums
- David Corel: bass, backing vocals
- Diederik Nomden: guitar, keyboard, backing vocals
- Diets Dijkstra: guitar
- Maarten Kooijman: guitar, backing vocals